# Криховцы
Криховцы́ (укр. Крихівці) — село в Ивано-Франковской городской общине Ивано-Франковского района Ивано-Франковской области Украины.
Село расположено в пригородной зоне г. Ивано-Франковска по обе стороны автодороги Ивано-Франковск — Богородчаны, в 3,5 км от центральной части Ивано-Франковска.

## История
Впервые упоминается в 1441 году. По преданию в селе родился украинский военный и государственный деятель 50-70-х гг XVII века, дипломат, один из ближайших сподвижников Богдана Хмельницкого, генеральный писарь (1649), генеральный судья и казацкий полковник Иван Креховецкий-Демкович. До 1772 года входило в состав Польши. Село Криховцы, как и окрестные села, в 1691—1751 годах принадлежало магнату Иосифу Потоцкому.
В межвоенный период (1921—1939) в окрестностях села находилась польская колония осадников Креховце.
Население по переписи 2011 года составляло 5030 человек. Занимает площадь 6,701 км². Почтовый индекс — 76493. Телефонный код — 0342.